# Dreieck Barnim
Dreieck Barnim is een knooppunt in de Berliner Ring (A10) in de Duitse deelstaat Brandenburg. Het ligt in de regio Barnim ten zuidwesten van de stad Bernau en hier sluiten de A11 vanaf de Poolse grens en de B2 vanuit Berlijn aan op de A10. Het knooppunt is een combinatie van een half sterknooppunt en een half klaverbladknooppunt.

## Naamgeving
Het knooppunt is genoemd naar de regio Barnim, waar het ligt.

## Geografie
De Dreieck Barnim ligt in de gemeente Panketal in de Landkreis Barnim. Nabijgelegen steden en dorpen zijn Ahrensfelde, Bernau bei Berlin, Werneuchen en Zeppernick, en de stadsdelen Pankow, Lichtenberg en Marzahn-Hellersdorf van Berlijn. Nabijgelegen wijken zijn Schwanebeck van Panketal, Birkholz van Bernau, Lindenberg  en Blumberg van Barnim. Het knooppunt ligt ongeveer 15 kilometer ten noordoosten van het centrum van Berlijn, ongeveer 25 kilometer ten zuidoosten van Oraniendorg en ongeveer 110 kilometer ten zuidwesten van Szczecin.

## Geschiedenis
De Dreieck Schwanebeck werd in 1936, als 'Stettiner Abzweig', opengesteld, vanaf de afrit Weißensee in de huidige A10 samen met de eerste vier kilometer van de huidige A11 tot aan de afrit Bernau.

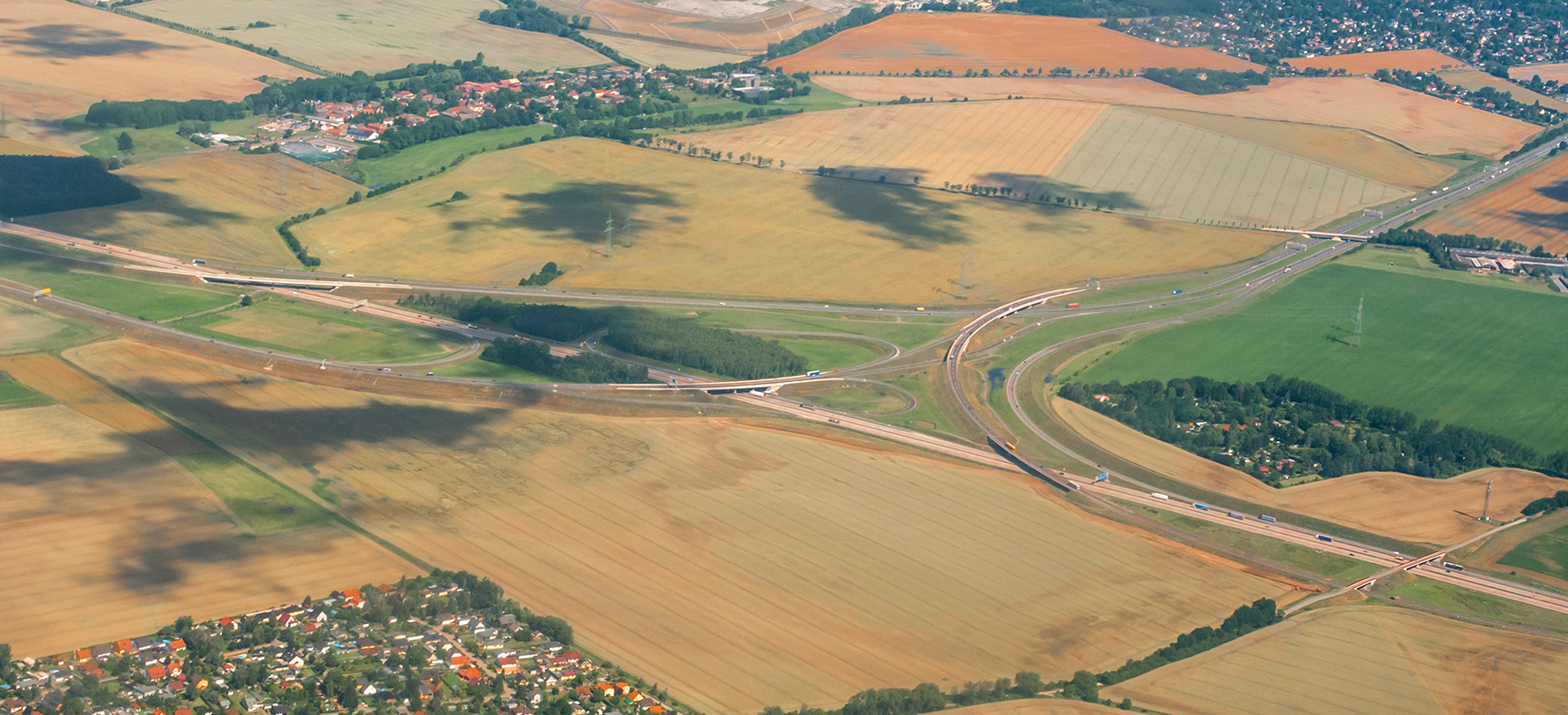
Luchtfoto van Dreieck Barnim in 2017

Kaart van het oude Dreieck Schwanebeck met de voormalige afslag Berlin-Weißensee

### Ombouw
Op 5 mei 2011 begonnen de ombouwwerkzaamheden naar Dreieck Barnim met een directe aansluiting van de B2 vanuit Berlijn-Weißensee op de A10 en A11, waardoor de oude afrit Berlijn-Weißensee, die direct ten westen van het oude knooppunt lag, is komen te vervallen.

## Oude benamingen
Oude namen voor het knooppunt Stettiner Dreieck, Penkuner Abzweig, Abzweig Prenzlau en ook Dreieck Schwanebeck.

## Foto's van de ombouw

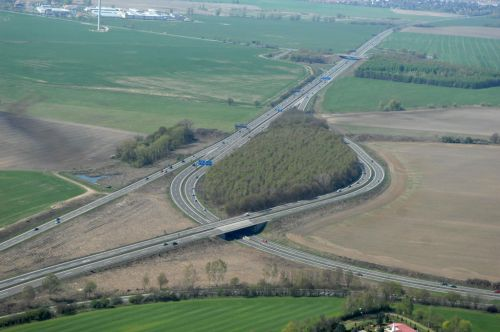
Luchtfoto van AD Schwanebeck in april 2010
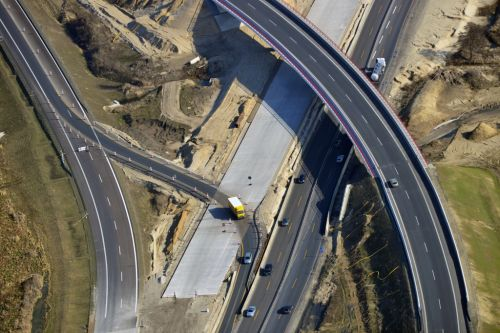
Luchtfoto van Dreieck Barnim in maart 2013
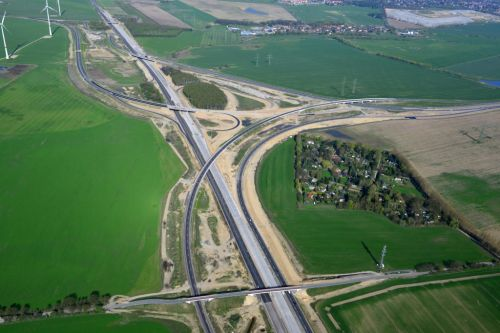
Luchtfoto van Dreieck Barnim in mei 2013

## Configuratie
Rijstrook
Nabij de 'Dreieck Barnim' heeft de A10 2x3 rijstroken. Zowel de B2 ten zuiden van het knooppunt als de A11 zijn gebouwd met 2x2 rijstroken. De vier verbindingsbogen in het halve sterknooppunt tussen de A10 en de A11 hebben twee rijstroken. De verbindingswegen in het half-klaverbladknooppunt tussen de B2 en de A10 hebben één rijstrook.

## Verkeersntensiteiten
In 2010 werd het knooppunt dagelijks door ongeveer 68.000 voertuigen gebruikt.
| Van                  | Naar                              | Gemiddeld aantal voertuigen per dag | Percentage vrachtverkeer |
| -------------------- | --------------------------------- | ----------------------------------- | ------------------------ |
| AD Pankow (A 10)     | AD Barnim                         | 46.700                              | 20,0 %                   |
| AD Barnim            | AS Berlin-Hohenschönhausen (A 10) | 50.200                              | 12,3 %                   |
| AS Bernau-Süd (A 11) | AD Barnim                         | 39.600                              | 09,8 %                   |

## Richtingen knooppunt
| Aansluitende wegen                         | Aansluitende wegen                  | Aansluitende wegen                     | Aansluitende wegen | Aansluitende wegen |
| ------------------------------------------ | ----------------------------------- | -------------------------------------- | ------------------ | ------------------ |
|                                            |                                     | richting Prenzlau / Szczecin (Stettin) |                    |                    |
|                                            |                                     |                                        |                    |                    |
| richting Berlijn-Centrum Potsdam / Hamburg | richting Frankfurt (Oder) / Dresden |                                        |                    |                    |
|                                            |                                     |                                        |                    |                    |
| richting Schwanebeck / Berlijn-Weißensee   |                                     |                                        |                    |                    |